# Тунгурауа
Тунгурауа (на испански: Tungurahua; на кечуа: Tunguri — „гърло“ и rahua – „огън“, т.е. „огнено гърло“) е действащ вулкан в Еквадорските Анди (планината Кордилера Реал), на територията на националния парк Сангай. От името на вулкана произлиза и името на провинция Тунгурауа на чиято територия е разположен. Издига се на височина 5023 метра над морското равнище.
Вулканът е активен от 1999 г. (когато поради заплаха е евакуиран близкият град Баньос), с най-мощни изригвания на 16 август 2006 г. и 6 февруари 2008 г. Две селища в централен Еквадор са засипани с пепел. На 27 ноември 2011 г. след ново активиране, вулканът изхвърля стотици хиляди тонове вулканична пепел на 1500 метра височина. През същия ден са регистрирани над 4 локални земетресения.